# هامرز
هامَرز از سرداران ساسانی در دوران سلطنت خسروپرویز بود که در نبرد ذوقار توسط اعراب کشته شد. وی اهل شوشتر بود و پدرش آذر کر نام داشت.
هامرز فرمانده سپاه ایران در جنگ «ذوقار» بود. این جنگ در سال 609 میلادی در مکانی به همین نام میان قبیله ٔ بنی شیبان و سپاهیان خسروپرویز درگرفت. علت رخداد جنگ ذوقار کشته شدن نعمان بن منذر، آخرین امیر ملوک لخمی به دست خسرو پرویز و حوادث پس از آن بود. در این جنگ سپاه ایران شکست یافت و هامرز نیز کشته شد.